# Registro Nacional de Lugares Históricos no Condado de Sutter

Condado de Sutter destacado no mapa da Califórnia.

Esta é a lista de lugares históricos do Condado de Sutter, Califórnia, listados no Registro Nacional de Lugares Históricos.

## Listagem atual
Legenda:
| NRHP | Registro Nacional de Lugares Históricos |
| NHL  | Marco Histórico Nacional                |
| NHLD | Distrito Histórico Nacional             |
| HD   | Distrito Histórico                      |
| NHS  | Local Histórico Nacional                |
| NMEM | Memorial Nacional dos EUA               |
| NMON | Monumento Nacional dos EUA              |
| NHP  | Parque Histórico Nacional dos EUA       |
| NMP  | Parque Nacional Militar dos EUA         |

| [ 1 ] | Nome                                     | Imagem | Inclusão                        | Endereço e coordenadas                                                                | Localidade | NRIS     | Observações |
| ----- | ---------------------------------------- | ------ | ------------------------------- | ------------------------------------------------------------------------------------- | ---------- | -------- | ----------- |
| 1     | Distrito Histórico Comercial de Live Oak |        | 23 de janeiro de 1998 (27 anos) | Ao longo da Broadway entre Pennington Road e Elm Street 39° 16′ 30″ N, 121° 39′ 38″ O | Live Oak   | 97001657 |             |